# Nijenoord

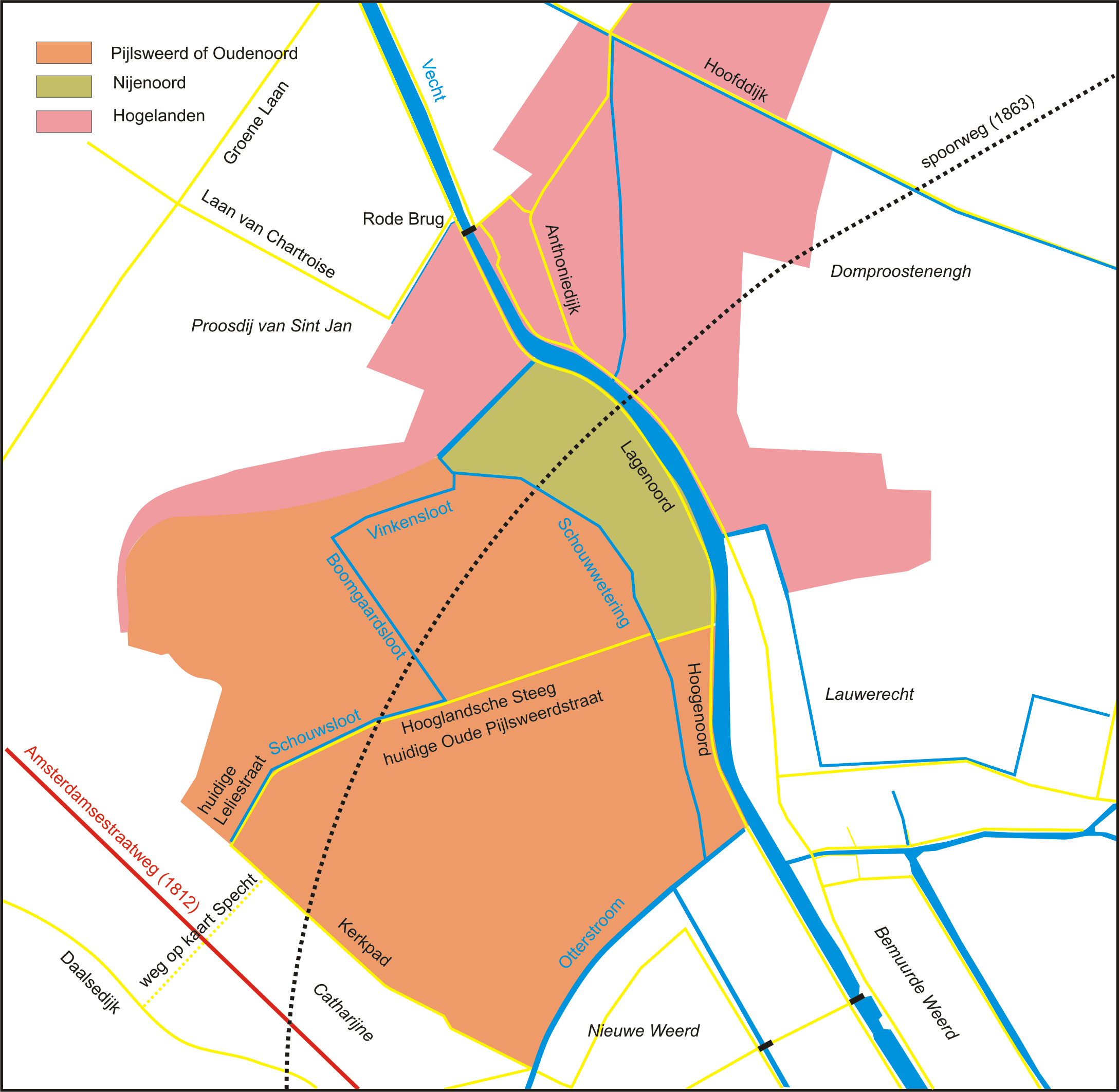
Kaart van de gerechten Pijlsweerd, Nijenoord en Hogelanden

Nijenoord was een gerecht binnen de stadsvrijheid van Utrecht.
Het gerecht bestond uit een strook land langs de Vecht met lintbebouwing, aan de achterzijde begrensd door de Schouwwetering. Het was een leen van de bisschop van Utrecht. In 1388 werd Dirc Russche met het gerecht beleend. Vanaf 1584 fungeerde de hoofdschout van Utrecht als ambachtsheer.
Bij de vorming van de gemeente Lauwerecht op 1 januari 1818 werd Nijenoord bij deze gemeente gevoegd. Per 1 augustus 1823 werd de gemeente Lauwerecht en dus ook Nijenoord bij Utrecht gevoegd.